# Pedro Longo
Pedro Luís Longo (União da Vitória),  é um político brasileiro, filiado ao PDT. Nas eleições de 2022, foi eleito deputado estadual pelo AC.